# Zingende jongen met een fluit
Zingende jongen met een fluit is een schilderij van de Nederlandse kunstschilder Frans Hals, geschilderd rond 1623-1624, olieverf op doek, 68,8 × 55,2 centimeter groot. Het bevindt zich in de collectie van de Gemäldegalerie te Berlijn.

## Context
De reputatie van Gouden Eeuwer Hals steeg in de tweede helft van de negentiende eeuw tot grote hoogte en evenaarde zelfs die van Rembrandt van Rijn. Met name in Frankrijk was hij erg populair, vanwege zijn losse penseelvoering die samenviel met de opkomst het nieuwe realisme van Eugène Delacroix, Jean-Baptiste Corot, de School van Barbizon en later het impressionisme. De vooraanstaande kunstcriticus Théophile Thoré-Bürger was een belangrijk pleitbezorger van zijn werk en prees de spontaniteit en vitaliteit van zijn werk. In 1868 schreef hij met betrekking tot het hier besproken werk Zingende jongen met een fluit: "hij schilderde zo veel... Hij schilderde zo snel - en zo goed! Zijn bruuske stijl, de gewaagde contrasten, de achteloze nonchalance, in alles in de hand te zien van een bovenmatig begaafd kunstschilder, en zelfs tekenen van een zekere genialiteit - ook met iets oppervlakkigs, dat is waar, geïnspireerd door de uiterlijke verschijningsvorm, door beweging, stijl, kleur en impressie, door alles wat beweegt en schittert, meer dan door de geheime en spirituele kant van het leven, misschien zelfs een beetje vulgair, als we dat van een genie mogen zeggen, maar eerlijk en gedurfd, instinctief onweerstaanbaar."

## Afbeelding
Hals portretteert zijn "Zingende jongen met een fluit" met een voor die tijd ongewone informaliteit en spontaniteit. Het schilderij wordt gedragen door het momentane aspect ervan: de beleving van het voorbijgaande moment, het toevallige. Er is een sterk gevoel van aanwezigheid, niet alleen van de afgebeelde figuur. Bijna voelbaar is dat er in de ruimte nog van alles meer gaande is, wat niet in het beeldvlak wordt gevangen. Klaarblijkelijk heeft de jongen net een lied gespeeld. Hij heeft de fluit nog vast in zijn linkerhand met een vinger nog op een van de gaten en het muziekboek vlak voor hem. Gezien het afwerende gebaar is voorstelbaar dat hij afwijzend reageert om de roep van zijn publiek om nog een liedje: "Neenee, echt niet, niet niet nog eentje". Tegelijkertijd lijkt hij te genieten van zijn succes. Het plezier en de levensvreugde stralen van zijn gezicht. Wellicht wil hij enkel even pauzeren en dan snel weer doorgaan.

## Uitwerking en compositie
De uitwerking van het tafereel valt allereerst op door de Hals typerende felle en losse penseelstreken. Ze geven het werk een bijna impressionistische kwaliteit, die nog versterkt wordt door de beweging van de jongeling. In de compositie valt vooral de enorme veer op, waarmee de schilder een circulaire vorm creëert die begint bij de mond en doorloopt in de opgestoken hand. Opvallend is ook dat hij het gezicht van de jongen iets beneden het midden plaatst, waarmee hij boven veel ruimte laat, een ruimte waarin bewogen werd of kan worden. De arm van de jongen wordt verkort weergegeven waarmee een soort trompe-l'oeil-effect en daarmee extra realiteitsbeleving wordt bewerkstelligd. Verder toont Hals zich in dit werk een sensitief en origineel colorist, in voor die tijd gewaagde kleurcombinaties: het ongewone paars van de jas combineert hij met blauwe accenten op de linkerschouder en bij de mouw, tegen een egale groenbruine achtergrond. Door een integrale toevoeging van geeltinten lijkt alles in elkaar te vloeien en beperkt hij het palet. Het licht in het schilderij komt binnen vanuit de linkerzijde en maakt een schaduw aan de andere kant van diens gezicht.

## Typering, verwante werken
Zingende jongen met een fluit is waarschijnlijk geen in opdracht gemaakt portret, zoals Hals die vooral later schilderde, maar mogelijk bedoeld als allegorie (voor muziek), wellicht ook als tronie. Hij schilderde het in een periode dat zijn roem begon te stijgen. In die tijd, rond 1625, schilderde hij meer vergelijkbare werken met jonge knapen, vaak musicerend en met opvallende hoofddeksels. Opvallend is vooral de gelijkenis van de jongen met de fluit met het model op zijn meer bekende Portret van een jongeman met een schedel, dat een onmiskenbare vanitas-betekenis heeft. De overeenkomst tussen beide figuren wordt nog versterkt door de baret met de grote veer, die op beide werken voorkomt. Toch wordt Zingende jongen met een fluit doorgaans een jaar of drie jaar eerder gedateerd. Als het om hetzelfde model gaat zou in dat geval sprake moeten zijn van een paar jaar leeftijdsverschil.

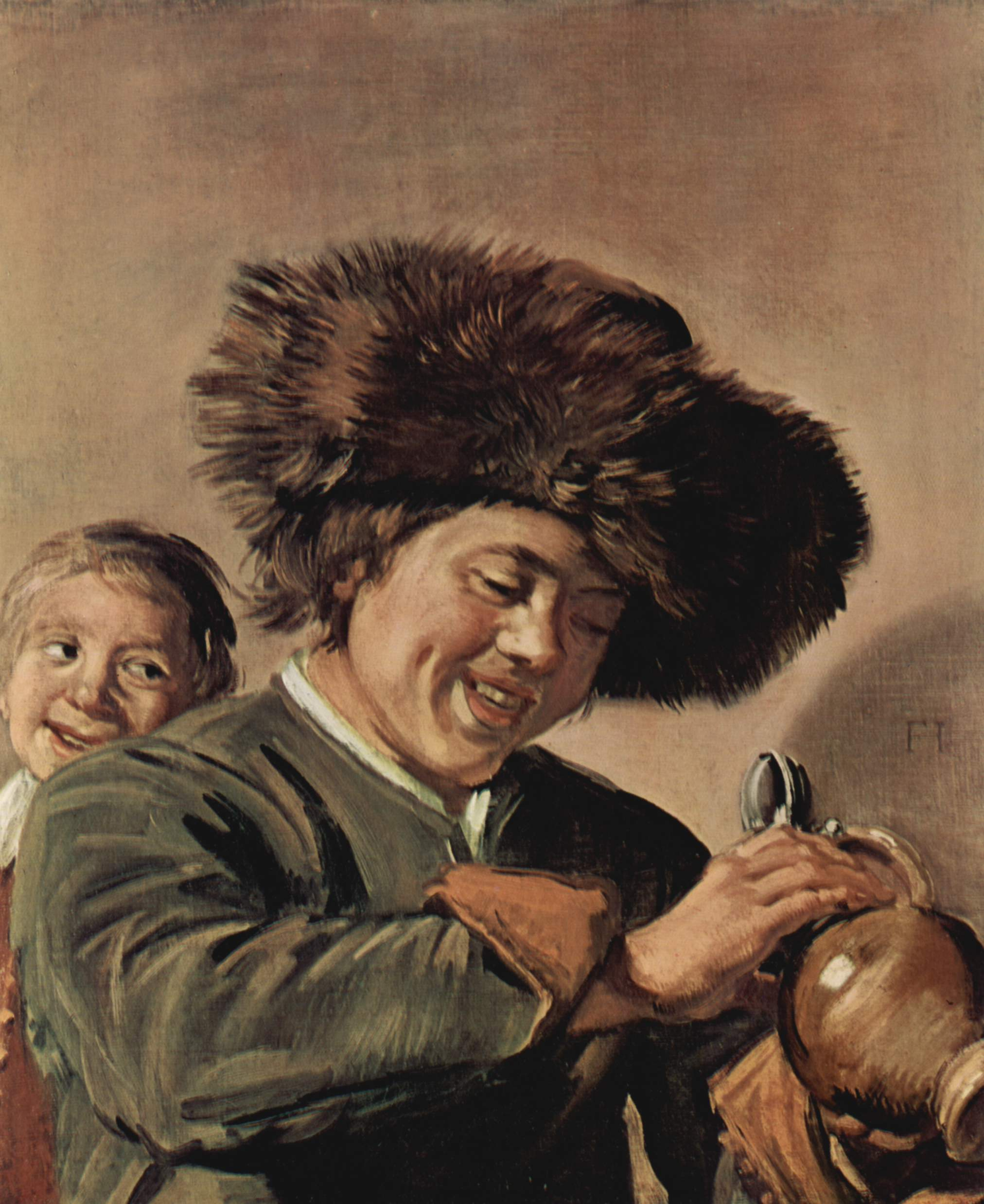
Twee jongens met een bierkruik, 1625, Hofje van Mevrouw Van Aerden, Leerdam
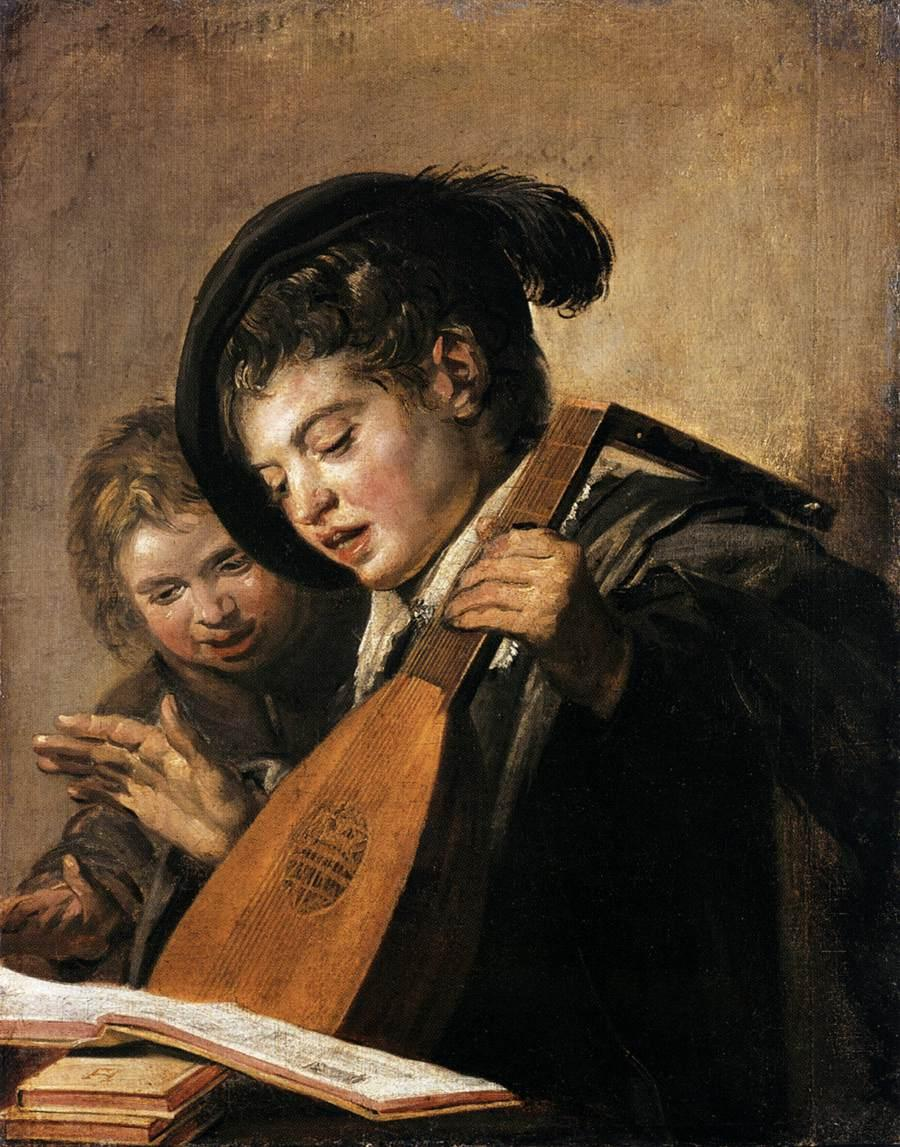
Twee zingende jongens met luit en muziekboek, 1625, Bergpark en Schloss Wilhelmshöhe, Kassel
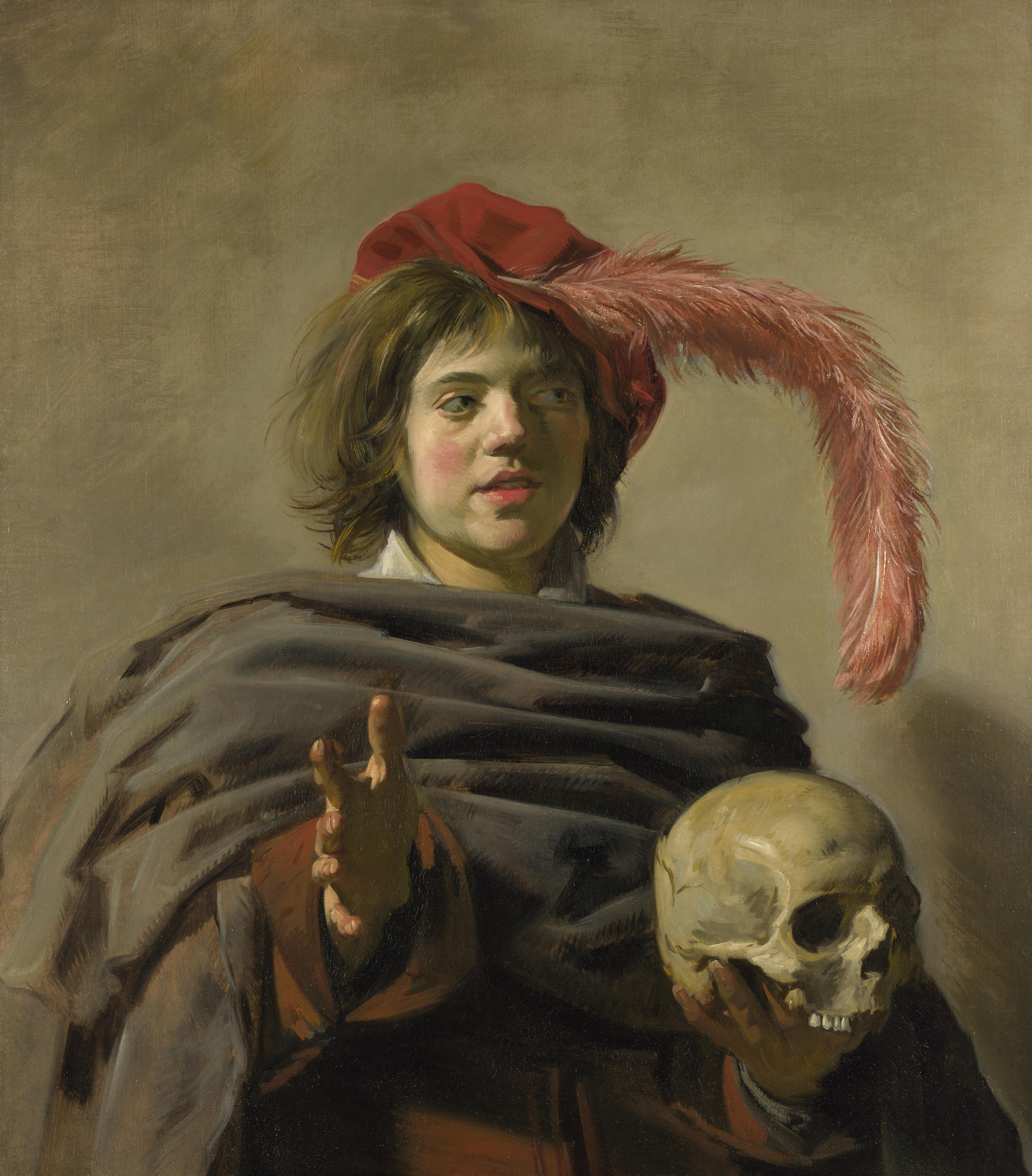
Portret van een jongeman met een schedel, 1626, National Gallery, Londen